# Moraea virgata
Moraea virgata là một loài thực vật có hoa trong họ Diên vĩ. Loài này được Jacq. miêu tả khoa học đầu tiên năm 1791.